# Yan An
Dans ce nom chinois, le nom de famille, Yan, précède le nom personnel An.
Yan An est un pongiste chinois né le 1er décembre 1993 à Pékin.
Son meilleur classement est 7e mondial. En 2013, il gagne l'Open de Suède ITTF en battant en finale le jeune Fan Zhendong, puis termine 2e à l'Open du Qatar ITTF. L'année suivante, il décroche une médaille d'argent à l'Open du Koweit ITTF.